# Gary Visconti
Gary Visconti (né le 10 mai 1945 à Détroit, Michigan) est un patineur artistique et entraîneur américain. Il a été double champion des États-Unis et il a remporté deux fois le bronze aux championnats du monde.

## Biographie

### Reconversion
Il devient entraîneur de patinage artistique. Parmi ses élèves, il a entraîné Michael Pasfield et Trifun Živanović.

## Palmarès
| Compétition                     | 1964 | 1965 | 1966 | 1967 | 1968 | 1969 |  |  |  |  |  |  |  |  |
| Jeux olympiques d'hiver         |      |      |      |      | 5e   |      |  |  |  |  |  |  |  |  |
| Championnats du monde           |      | 6e   | 3e   | 3e   | 5e   | 4e   |  |  |  |  |  |  |  |  |
| Championnats d'Amérique du Nord |      | 1er  |      | 3e   |      | 4e   |  |  |  |  |  |  |  |  |
| Championnats des États-Unis     | 4e   | 1er  | 2e   | 1er  | 2e   | 3e   |  |  |  |  |  |  |  |  |
|                                 |      |      |      |      |      |      |  |  |  |  |  |  |  |  |